# 贺鹏飞
贺鹏飞（1944年9月—2001年3月28日），湖南桑植人，中国人民解放军将领、中国人民解放军海军中将。贺龙之子。
1994年，授予中国人民解放军海军中将，曾任海军副司令员。
1997年，暗自委托徐增平赴乌克兰购买“瓦良格”号航母回国，为中国的海军装备发展做出重要贡献。

## 简历
1959年，加入中国共产主义青年团。
1964年，入清华大学机械系学习。
1965年，加入中国共产党。
1966年，與劉濤，劉菊芬等人成立串連會，在八月十九日，成立了「清華大學紅衛兵」，即「八九派」。在「八·二四」事件裡作為領導和指揮格外活躍。也擔任了清華校文革臨時籌委會主任，校臨時主席團主任委員和機械系文革主任。
1970年，大学毕业，被分配到甘肃武都汽车修配厂当工人，后被安排到中国机械进出口公司北京分公司工作，任副科长。
1977年，到部队工作，先后任总参装备部综合计划处参谋、副处长，总参装备部副部长、部长。
1988年，被授少将军衔。
1992年，调任海军副司令员，分管装备建设工作。
1994年，晋升为海军中将军衔。
中国共产党第十五次全国代表大会代表、第七届全国人民代表大会代表。
2001年3月28日在北京逝世，终年56岁。

## 家庭
妻子，冯璐，冯基平之女。